# Сан-Мартіно-Канавезе
Сан-Мартіно-Канавезе (італ. San Martino Canavese, п'єм. San Martin) — муніципалітет в Італії, у регіоні П'ємонт,  метрополійне місто Турин.
Сан-Мартіно-Канавезе розташований на відстані близько 550 км на північний захід від Рима, 39 км на північ від Турина.
Населення — 848 осіб (2014).
Щорічний фестиваль відбувається 11 листопада. Покровитель — святий Мартин.

## Демографія
Населення за роками:

Станом на 1 січня 2023 року в муніципалітеті офіційно проживало 47 іноземців з 7 країн, серед них 35 громадян країн Євросоюзу.

## Сусідні муніципалітети
- Альє
- Кастелламонте
- Коллеретто-Джакоза
- Парелла
- Павоне-Канавезе
- Пероза-Канавезе
- Скарманьйо
- Торре-Канавезе
- Віальфре